# Philippa Beams
Philippa Beams ist eine ehemalige neuseeländische Squashspielerin.

## Karriere
Die Karriere von Philippa Beams dauerte von 1992 bis 1998 an. Gleich 1992 wurde sie mit der neuseeländischen Nationalmannschaft Vizeweltmeister. In den Jahren 1993 und 1994 gelang ihr der Titelgewinn bei den neuseeländischen Meisterschaften. 1997 wurde sie Weltmeister im Doppel mit Leilani Joyce. Mit Joyce nahm sie auch an der Doppelkonkurrenz bei den Commonwealth Games 1998 teil und erreichte mit ihr das Viertelfinale.

## Erfolge
- Vizeweltmeister mit der Mannschaft: 1992
- Weltmeister im Doppel: 1997 (mit Leilani Joyce)
- Neuseeländischer Meister: 2 Titel (1993, 1994)